# Chthonius hungaricus
Chthonius hungaricus – gatunek zaleszczotka z rodziny Chthoniidae.
Gatunek ten opisany został po raz pierwszy w 1981 roku przez Volkera Mahnerta. Jako miejsce typowe wskazano Ujszentmargitę w Parku Narodowym Hortobágy na Węgrzech.
Zaleszczotek ten ma tylko dwie szczecinki na tylnej krawędzi karapaksu. Jego nogogłaszczki zaopatrzone są w szczypce pozbawione ujść gruczołów jadowych. Zęby na palcach tychże szczypiec są duże i większości wyraźnie od siebie oddzielone. W widoku bocznym dłoń jest nabrzmiała z wyraźnie zaokrągloną stroną grzbietową. Palec ruchomy nie jest u nasady zaopatrzony w wewnętrzną apodemę wzmacniającą. Spośród bioder odnóży krocznych te drugiej i trzeciej pary wyposażone są w kolce biodrowe. Odnóża kroczne pierwszej i drugiej pary mają jednoczłonowe stopy, natomiast odnóża kroczne pary trzeciej i czwartej mają stopy dwuczłonowe.
Gatunek palearktyczny, europejski. Znany jest ze Słowacji i Węgier.